# 1647 en musique classique
| \| • Retour à la chronologie générale de la musique classique • \| |
| Grèce • Rome • Haut Moyen Âge • VIIIe siècle • IXe siècle • Xe siècle • XIe siècle XIIe siècle • XIIIe siècle • XIVe siècle • XVe siècle • XVIe siècle • XVIIe siècle XVIIIe siècle • XIXe siècle • XXe siècle • XXIe siècle |
| • Retour à la chronologie générale de la musique classique • |

| Années en musique classique : 1644 - 1645 - 1646 - 1647 - 1648 - 1649 - 1650    |
| Décennies en musique classique : 1610 - 1620 - 1630 - 1640 - 1650 - 1660 - 1670 |

## Événements
- 2 mars : Orfeo, opéra de Luigi Rossi, dont les ingénieuses machineries sont l'œuvre de Torelli, est joué à Paris.

## Œuvres
- Pathodia sacra et profana, recueil de 39 psaumes, airs de cour et chansons italiennes de Constantin Huygens, publié chez Robert III Ballard à Paris.
- Symphoniæ (op. 2), de Nicolaus à Kempis.

## Naissances

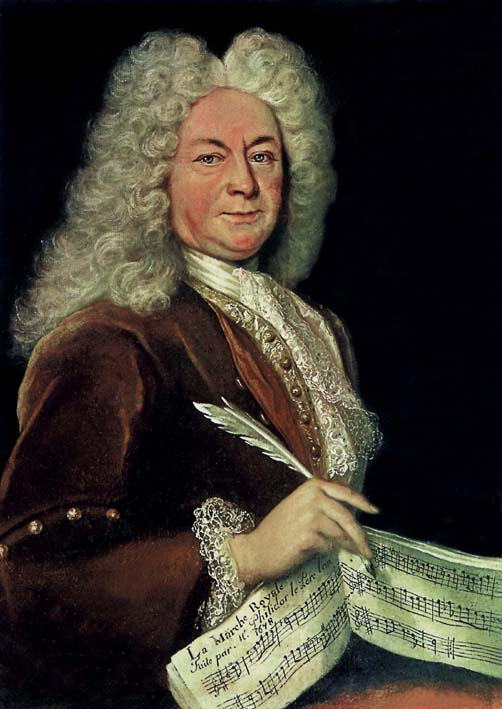
André Danican Philidor

- Pelham Humfrey, compositeur anglais († 14 juillet 1674).
- Tommaso Stanzani, écrivain, dramaturge et librettiste d'opéra italien († 27 avril 1717).
- André I Danican Philidor, compositeur et musicien français († 1730).

## Décès
- 10 mai : Matheo Romero, compositeur espagnol originaire de la principauté de Liège (° vers 1575).
- 31 décembre : Giovanni Maria Trabaci, compositeur et organiste italien (° 1575).